# Sveriges starkaste man
Sveriges starkaste man är en årlig strongmantävling i Sverige.

## Resultat
| År   | 1:a                 | 2:a                 | 3:a                 | Plats                        | Datum                 | Källa               |
| ---- | ------------------- | ------------------- | ------------------- | ---------------------------- | --------------------- | ------------------- |
| 1995 | Magnus Samuelsson   | Jörgen Ljungberg    | Kenneth Andersson   | Skara Sommarland             | info saknas           | [ 1 ]               |
| 1996 | Magnus Samuelsson   | Jorma Paananen      | Torbjörn Samuelsson | Skara Sommarland             | info saknas           | [ 1 ]               |
| 1997 | Magnus Samuelsson   | Jörgen Ljungberg    | Torbjörn Samuelsson | Vadstena                     | info saknas           | [ 1 ]               |
| 1998 | Torbjörn Samuelsson | Jorma Paananen      | Jörgen Ljungberg    | info saknas                  | info saknas           | [ 2 ] [ 3 ]         |
| 1999 | Magnus Samuelsson   | Jorma Paananen      | Torbjörn Samuelsson | Gröna Lund, Stockholm        | 8 – 9 augusti 1999    | [ 1 ]               |
| 2000 | Magnus Samuelsson   | Torbjörn Samuelsson | Anders Johansson    | Gröna Lund, Stockholm        | 10 – 11 juni 2000     | [ 1 ] [ 4 ]         |
| 2001 | Magnus Samuelsson   | Torbjörn Samuelsson | Anders Johansson    | Gröna Lund, Stockholm        | 25 – 26 augusti 2001  | [ 1 ] [ 5 ]         |
| 2002 | Torbjörn Samuelsson | Anders Johansson    | Jorma Paananen      | Liseberg, Göteborg           | 15 – 16 juni 2002     | [ 1 ] [ 6 ]         |
| 2003 | Magnus Samuelsson   | Jörgen Ljungberg    | Karl Lane           | Skeppsbron, Västervik        | info saknas           | [ 1 ] [ 7 ]         |
| 2004 | Magnus Samuelsson   | Jörgen Ljungberg    | Benny Wennberg      | Skeppsbron, Västervik        | info saknas           | [ 1 ] [ 8 ] [ 7 ]   |
| 2005 | Magnus Samuelsson   | Anders Johansson    | Robert Brolin       | Svenska Mässan, Göteborg     | 10 – 11 december 2005 | [ 1 ] [ 9 ] [ 10 ]  |
| 2006 | Anders Johansson    | Björn Andersson     | Tomas Karlsson      | Munktellarenan, Eskilstuna   | 2 december 2006       | [ 1 ] [ 11 ]        |
| 2007 | Anders Johansson    | Stefan Bergqvist    | Daniel Wiklund      | Storgatan, Arvidsjaur        | 18 augusti 2007       | [ 1 ] [ 12 ] [ 13 ] |
| 2008 | Anders Johansson    | Peter Rundberg      | Stefan Bergqvist    | Holmentorget, Norrköping     | 23 augusti 2008       | [ 1 ] [ 14 ] [ 15 ] |
| 2009 | Johannes Årsjö      | Anders Johansson    | Mikael Hoffner      | Idrottshuset, Vänersborg     | 29 augusti 2009       | [ 1 ] [ 16 ] [ 17 ] |
| 2010 | Johannes Årsjö      | Stefan Bergqvist    | Peter Rundberg      | Drottningtorget, Trollhättan | 24 juli 2010          | [ 1 ] [ 18 ] [ 19 ] |
| 2011 | Johannes Årsjö      | Martin Forsmark     | Stefan Bergqvist    | Svenska Mässan, Göteborg     | 3 december 2011       | [ 20 ]              |
| 2012 | Johannes Årsjö      | Sebastian Davidsson | Martin Forsmark     | Kristinaskolan, Norrköping   | 18 augusti 2012       | [ 21 ]              |
| 2013 | Johannes Årsjö      | Sebastian Davidsson | David Nyström       | Kristinaskolan, Norrköping   | 3 augusti 2013        | [ 22 ]              |
| 2014 | Johannes Årsjö      | Martin Forsmark     | David Nyström       | High Chaparral, Kulltorp     | 16 augusti 2014       | [ 23 ]              |
| 2015 | Johannes Årsjö      | Martin Forsmark     | Johnny Hansson      | High Chaparral, Kulltorp     | 22 augusti 2015       | [ 24 ]              |
| 2016 | Johannes Årsjö      | Martin Forsmark     | Joachim Gustavsson  | Vaggeryd, Småland            | 27 augusti 2016       | [ 25 ]              |
| 2017 | Johannes Årsjö      | Martin Forsmark     | Johnny Hansson      | Solnahallen, Solna           | 17 september 2017     | [ 26 ] [ 27 ]       |
| 2018 | Martin Forsmark     | Torbjörn Persson    | Johan Espenkrona    | Kistamässan, Kista           | 21 oktober 2018       | [ 28 ] [ 29 ]       |
| 2019 | Martin Forsmark     | Andreas Ståhlberg   | Johan Espenkrona    | Solnahallen, Solna           | 13 oktober 2019       | [ 30 ] [ 31 ]       |
| 2020 | Johnny Hansson      | Martin Forsmark     | Fredrik Svensson    | Grottan, Norrköping          | 11 oktober 2020       | [ 32 ]              |
| 2021 | Marcus Yngvesson    | Johan Espenkrona    | Fredrik Svensson    | Älmhult Småland              | 20 november 2021      | [ 33 ] [ 34 ]       |
| 2022 | Andreas Ståhlberg   | Johnny Hansson      | Joachim Kvick       | Växjö Småland                | 5 november 2022       | [ 35 ]              |
| 2023 | Fredrik Johansson   | Marcus Yngvesson    | Cim Johansson       | Västerås                     | 14 oktober 2023       | [ 36 ]              |
| 2024 | Fredrik Johansson   | Cim Johansson       | Marcus Yngvesson    | Malmö                        | 19 oktober 2024       | [ 37 ]              |

## Notförteckning
1. 1 2 3 4 5 6 7 8 9 10 11 12 13 14 15   PREVIOUS STRONGMAN CONTESTS TOP 3, David Horne's World of Grip, http://www.davidhorne-gripmaster.com/strongmanresults.html, läst 11 juli 2013
2. ↑   Torbjörn, Magnus Samuelsson, arkiverad från ursprungsadressen  den 3 mars 2012, https://web.archive.org/web/20120303035655/http://www.magnus-samuelsson.net/torbjorn.asp, läst 11 juli 2013 Arkiverad 3 mars 2012 hämtat från the Wayback Machine. ”Arkiverade kopian”. Arkiverad från originalet den 3 mars 2012. https://web.archive.org/web/20120303035655/http://www.magnus-samuelsson.net/torbjorn.asp. Läst 18 juli 2013.
3. ↑   Historik, Jorma Paananen - Strongteam, http://www.strongteam.com/pages/index1.html, läst 11 juli 2013 Arkiverad 8 december 2013 hämtat från the Wayback Machine. ”Arkiverade kopian”. Arkiverad från originalet den 8 december 2013. https://web.archive.org/web/20131208211028/http://www.strongteam.com/pages/index1.html. Läst 18 juli 2013.
4. ↑  Rytter, Ove, Sveriges Starkaste Man 2000, B&K Sports Magazine, arkiverad från ursprungsadressen  den 18 juli 2013, https://archive.is/20130718200708/http://www.body.se/media/bk-sportsmag.se/bilder/sverigesstarkasteman2000.htm, läst 11 juli 2013
5. ↑   Aktuellt inom Strongman 2001:, B&K Sports Magazine, 19 juli 2001, arkiverad från ursprungsadressen  den 18 juli 2013, https://archive.is/20130718200746/http://www.body.se/media/bk-sportsmag.se/strongman/index.htm, läst 11 juli 2013
6. ↑   Sveriges Starkaste Man, 15-16 juni, Göteborg, B&K Sports Magazine, 14 augusti 2002, arkiverad från ursprungsadressen  den 18 juli 2013, https://archive.is/20130718200705/http://www.body.se/media/bk-sportsmag.se/strongman/2002/sveriges_starkaste_man.htm, läst 11 juli 2013
7. 1 2   Sveriges Starkaste Man 2004: Västervik nu i helgen, B&K Sports Magazine, arkiverad från ursprungsadressen  den 18 juli 2013, https://archive.is/20130718200726/http://www.body.se/media/bk-sportsmag.se/uppdateringar/index.htm, läst 11 juli 2013
8. ↑   Results 2004, IFSA Scandinavia, arkiverad från ursprungsadressen  den 16 april 2005, https://web.archive.org/web/20050416042559/http://www.ifsascandinavia.com/uk/tulokset2004.asp, läst 11 juli 2013 Arkiverad 16 april 2005 hämtat från the Wayback Machine. ”Arkiverade kopian”. Arkiverad från originalet den 16 april 2005. https://web.archive.org/web/20050416042559/http://www.ifsascandinavia.com/uk/tulokset2004.asp. Läst 18 juli 2013.
9. ↑   Resultat Sveriges Starkaste Man 2005, Body, 11 december 2005, http://www.body.se/forum/tavlingar-och-events/resultat-sveriges-starkaste-man-2005-287507, läst 11 juli 2013 Arkiverad 5 mars 2016 hämtat från the Wayback Machine.
10. ↑   Sveriges Starkaste Man 2005, Body, 7 oktober 2005, http://www.body.se/artiklar/nyheter/20051007/sveriges-starkaste-man-2005, läst 11 juli 2013
11. ↑   Video: Sveriges Starkaste Man 2006, Eskiltuna, Body, 5 december 2006, arkiverad från ursprungsadressen  den 5 mars 2016, https://web.archive.org/web/20160305061509/http://www.body.se/artiklar/nyheter/20061205/video-sveriges-starkaste-man-2006-eskiltuna, läst 11 juli 2013 Arkiverad 5 mars 2016 hämtat från the Wayback Machine. ”Arkiverade kopian”. Arkiverad från originalet den 5 mars 2016. https://web.archive.org/web/20160305061509/http://www.body.se/artiklar/nyheter/20061205/video-sveriges-starkaste-man-2006-eskiltuna. Läst 18 juli 2013.
12. ↑   Anders blev "Sveriges starkaste man"!, Arvidsjaurs kommun, 18 augusti 2007, arkiverad från ursprungsadressen  den 19 oktober 2008, https://web.archive.org/web/20081019205402/http://www.arvidsjaur.se/sve/kommun/naringsliv-utveckling/info/ovrigt/StrongmanFinal070818.asp, läst 11 juli 2013 Arkiverad 19 oktober 2008 hämtat från the Wayback Machine. ”Arkiverade kopian”. Arkiverad från originalet den 19 oktober 2008. https://web.archive.org/web/20081019205402/http://www.arvidsjaur.se/sve/kommun/naringsliv-utveckling/info/ovrigt/StrongmanFinal070818.asp. Läst 18 juli 2013.
13. ↑   Arvidsjaur arrangerar Sveriges Starkaste Man, Body, 17 april 2007, http://www.body.se/artiklar/nyheter/20070417/arvidsjaur-arrangerar-sveriges-starkaste-man, läst 11 juli 2013
14. ↑   Sveriges Starkaste Man 2008 avgjort, Body, 23 augusti 2008, arkiverad från ursprungsadressen  den 5 mars 2016, https://web.archive.org/web/20160305092809/http://www.body.se/artiklar/nyheter/20080823/sveriges-starkaste-man-2008-avgjort, läst 11 juli 2013 Arkiverad 5 mars 2016 hämtat från the Wayback Machine. ”Arkiverade kopian”. Arkiverad från originalet den 5 mars 2016. https://web.archive.org/web/20160305092809/http://www.body.se/artiklar/nyheter/20080823/sveriges-starkaste-man-2008-avgjort. Läst 18 juli 2013.
15. ↑   IFSA Sveriges Starkaste Man 2008 arrangeras 23 augusti i Norrköping, Body, 13 augusti 2008, http://www.body.se/forum/tavlingar-och-events/ifsa-sveriges-starkaste-man-2008-arrangeras-23-augusti-i-norrkoping-260723, läst 11 juli 2013 Arkiverad 20 augusti 2019 hämtat från the Wayback Machine.
16. ↑   Resultat Sveriges Starkaste Man 2009, Body, 1 september 2009, http://www.body.se/forum/tavlingar-och-events/resultat-sveriges-starkaste-man-2009-252838, läst 11 juli 2013 Arkiverad 20 augusti 2019 hämtat från the Wayback Machine.
17. ↑   Sveriges Starkaste Man 2009, Body, 18 augusti 2009, http://www.body.se/artiklar/nyheter/20090818/sveriges-starkaste-man-2009, läst 11 juli 2013
18. ↑   Resultat Sveriges Starkaste Man 2010, Body, 26 juli 2010, http://www.body.se/artiklar/nyheter/20100726/resultat-sveriges-starkaste-man-2010, läst 11 juli 2013
19. ↑   Sveriges starkaste gör upp i Trollhättan, Body, 20 juli 2010, http://www.body.se/artiklar/nyheter/20100720/sveriges-starkaste-gor-upp-i-trollhattan, läst 11 juli 2013
20. ↑   Sveriges Starkaste Man 2011, MAXstyrka, 7 december 2011, http://maxstyrka.se/2011/12/artikel-sveriges-starkaste-man-2011/, läst 11 juli 2013
21. ↑   Sveriges Starkaste Man 2012, MAXstyrka, 19 augusti 2012, http://maxstyrka.se/2012/08/artikel-sveriges-starkaste-man-2012/, läst 11 juli 2013
22. ↑   Sveriges Starkaste Man 2013, MAXstyrka, 6 augusti 2013, http://maxstyrka.se/2013/08/artikel-sveriges-starkaste-man-2013/, läst 11 juli 2013
23. ↑   Sveriges Starkaste Man 2014, MAXstyrka, 20 augusti 2013, http://maxstyrka.se/2014/08/tavlingsreportage-sveriges-starkaste-man-2014/, läst 22 oktober 2013
24. ↑   Sveriges Starkaste Man 2015, MAXstyrka, 5 september 2013, http://maxstyrka.se/2015/09/tavlingsreportage-sveriges-starkaste-man-2015/, läst 22 oktober 2013
25. ↑   Sveriges Starkaste Man 2016, MAXstyrka, 26 september 2016, http://maxstyrka.se/2016/09/artikel-sveriges-starkaste-man-2016/, läst 26 september 2016
26. ↑  ”Sveriges Starkaste Man 2017 - Reportage”. MAXstyrka.se. https://maxstyrka.se/2017/10/reportage-sveriges-starkaste-man-2017/. Läst 26/1-2022.
27. ↑   Sveriges Starkaste Man 2017, SVT, 16 september 2017, https://www.svt.se/sveriges-starkaste-man, läst 16 september 2017
28. ↑  ”Sveriges Starkaste Man 2018 - Reportage”. MAXstyrka.se. https://maxstyrka.se/2018/11/reportage-sveriges-starkaste-man-2018/. Läst 26/1-2022.
29. ↑  ”Sveriges Starkaste Man 2018”. tyngre.se. 2 november 2018. Arkiverad från originalet den 6 mars 2019. https://web.archive.org/web/20190306043644/https://tyngre.se/Artiklar/Sveriges-Starkaste-Man-2018/. Läst 4 mars 2019.
30. ↑  ”Sveriges Starkaste Man 2019 - Reportage”. MAXstyrka.se. https://maxstyrka.se/2019/10/reportage-sveriges-starkaste-man-2019/. Läst 26/1-2022.
31. ↑  ”Resultat från Tyngre VIII”. tyngre.se. 17 oktober 2019. https://tyngre.se/artikel/alla-resultat-fran-tyngre-viii-helgen/. Läst 22 oktober 2019.
32. ↑  ”Sveriges Starkaste Man 2020 - Reportage”. MAXstyrka.se. https://maxstyrka.se/2020/10/reportage-sveriges-starkaste-man-2020/. Läst 26/1-2022.
33. ↑  ”Sveriges Starkaste Man 2021 - Reportage”. MAXstyrka.se. https://maxstyrka.se/2021/11/reportage-sveriges-starkaste-man-2021/. Läst 26/1-2022.
34. ↑  Garcia, Ricardo (21 november 2021). ”Sveriges starkaste man är smålänning – korades i Älmhult”. SVT Nyheter. https://www.svt.se/nyheter/lokalt/smaland/sveriges-starkaste-man-korad-i-almhult. Läst 23 november 2021.
35. ↑  ”Strength Results” (på engelska). Strength Results. https://www.strengthresults.com/. Läst 6 november 2022.
36. ↑  ”Reportage – Sveriges Starkaste Man 2023 : MAXstyrka”. maxstyrka.se. https://maxstyrka.se/2023/10/reportage-sveriges-starkaste-man-2023/. Läst 18 januari 2024.
37. ↑  ”Igen – Sveriges Starkaste Man Fredrik Johansson! | Podcast” (på engelska). tyngre.se. https://tyngre.se/podcast/tyngre-kraftsport/igen-sveriges-starkaste-man-fredrik-johansson. Läst 30 oktober 2024.